# La Merced, Salta
La Merced är en ort i Argentina.   Den ligger i provinsen Salta, i den norra delen av landet, 1 300 km nordväst om huvudstaden Buenos Aires. La Merced ligger 1 239 meter över havet och antalet invånare är 5 084.
Terrängen runt La Merced är huvudsakligen platt, men åt nordost är den kuperad. Närmaste större samhälle är Cerrillos, 7,8 km norr om La Merced.
Omgivningarna runt La Merced är en mosaik av jordbruksmark och naturlig växtlighet. Runt La Merced är det ganska glesbefolkat, med 43 invånare per kvadratkilometer.